# Papirus 30
Papirus 30 (według numeracji Gregory-Aland), oznaczany symbolem {\displaystyle {\mathfrak {P}}^{30}} – grecki rękopis Nowego Testamentu, spisany w formie kodeksu na papirusie. Paleograficznie datowany jest na III wiek. Zawiera niewielkie fragmenty obu Listów do Tesaloniczan.

## Opis
Zachowały się jedynie fragmenty kodeksu z tekstem 1 Tes 4,12–5:18.25–28; 2 Tes 1,1–2; 2,1.9–11. Oryginalne karty kodeksu miały rozmiar 17 na 27 cm. Tekst pisany jest jedną kolumną na stronę i w 33 linijek na stronę. Litery są wielkie, nomina sacra pisane są w skróconej formie. Liczba stron – 207 i 208 – wskazuje, że oryginalny rękopis zawierał komplet Listów Pawła.
Rękopis sporządzony został starannie. Wielkość liter oraz rozmiar kart wskazują, że był używany do czytań liturgicznych.
Według Comforta jest jednym z sześciu wczesnych rękopisów, który zawierał pełny zbiór Listów Pawła. Pozostałe pięć rękopisów to: {\displaystyle {\mathfrak {P}}^{13}}, {\displaystyle {\mathfrak {P}}^{15}}/{\displaystyle {\mathfrak {P}}^{16}}, {\displaystyle {\mathfrak {P}}^{46}}, {\displaystyle {\mathfrak {P}}^{49}}, {\displaystyle {\mathfrak {P}}^{92}}.

## Tekst
Tekst grecki rękopisu reprezentuje tekst aleksandryjski, Kurt Aland zaklasyfikował go do kategorii I. Jest bliższy Kodeksowi Synajskiemu niż Watykańskiemu (według Comforta 11 na 13 wariantów).

## Historia
Rękopis odkryty został w Oksyrynchos przez Grenfella i Hunta, którzy opublikowali jego tekst w 1919 roku. Na liście rękopisów znalezionych w Oksyrynchos znajduje się na pozycji 1598. Ernst von Dobschütz umieścił go na liście rękopisów Nowego Testamentu, w grupie papirusów, dając mu numer 30.
Aland datował go na III wiek, Comfort na początek III wieku, ze względu na podobieństwo do rękopisów: P. Dura-Europos 2, P. Oxy. 867, P. Oxy. 1398, oraz P. Oxy 1600.
Obecnie przechowywany jest w bibliotece Uniwersytetu w Gandawie (Inv. 61).